# لا گاسیلی
لا گاسیلی (به فرانسوی: La Gacilly) یک کمون در فرانسه است که در موربیان واقع شده‌است. لا گاسیلی ۳۷٫۹۷ کیلومتر مربع مساحت و ۳٬۹۴۲ نفر جمعیت دارد.